# Khấu đầu
Khấu đầu là hành động bày tỏ sự kính trọng sâu sắc thể hiện bằng việc quỳ lạy, bao gồm quỳ gối và cúi lạy thật thấp sao cho đầu người chạm đất. Trong nền văn hóa Á Đông, nghi lễ khấu đầu là biểu hiện cao nhất của lòng tôn kính. Nó được áp dụng rộng rãi nhằm thể hiện sự kính trọng người lớn tuổi hơn, các đấng bề trên và đặc biệt là với Hoàng thượng cũng như với các đối tượng thờ cúng trong văn hóa và tôn giáo. Ở thời hiện đại, việc thực hành nghi lễ khấu đầu đã phần nào được giảm bớt.